# Merhotepre Ini
Merhotepre Ini (còn được biết đến là Ini I) là người kế vị của Merneferre Ay, có thể là con trai của ông ta, và là vị vua thứ 33 thuộc Vương triều thứ Mười Ba của Ai Cập. Ông được ấn định là có một triều đại ngắn ngủi kéo dài 2 năm, 3 hoặc 4 tháng và 9 ngày theo cuộn giấy cói Turin và sống vào giai đoạn đầu thế kỷ thứ 17 TCN.

## Chứng thực
Merhotepre Ini được chứng thực nhờ vào một con dấu bọ hung không rõ nguồn gốc (ngày nay nằm tại bảo tàng Petrie) và một nắp vại có khắc chữ (ngày nay nằm tại LACMA, M.80.203.225). Tên ngai "Merhotepre" cũng còn được tìm thấy trên một con dấu bọ hung đến từ Medinet el-Fayum, trên bản danh sách vua Karnak và trên một tấm bia đá từ Abydos (Cairo CG 20044), mặc dù vậy những hiện vật trên thay vào đó có thể đề cập tới Merhotepre Sobekhotep. Cuối cùng, Merhotepre Ini được chứng thực trong cuộn giấy cói Turin với tư cách là người kế vị của Merneferre Ay.

## Vị trí trong biên niên sử
Vị trí chính xác trong biên niên sử của Merhotepre Ini thuộc vương triều thứ 13 lại không được biết chắc chắn do sự thiếu chắc chắn ảnh hưởng tới các vị vua đầu tiên của vương triều này. Ông được xếp là vị vua thứ 33 của vương triều này bởi Darrell Baker, là vị vua thứ 34 của Kim Ryholt và ở vị trí 28a trong nghiên cứu bởi Jürgen von Beckerath, một kết quả mà Baker gọi là "u ám".

## Gia đình

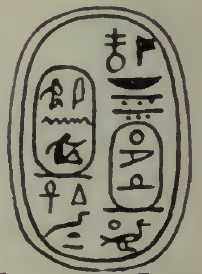
Bản vẽ con dấu bọ hung thuộc về Merhotepre Ini của F. Petrie, ngày nay nằm tại bảo tàng Petrie.

Mặc dù Merhotepre chỉ có được một triều đại rất ngắn ngủi, ông lại được chứng thực trong các ghi chép lịch sử thông qua Tấm bia pháp lý. Văn kiện này, có niên đại vào năm thứ nhất của vị vua Thebes sau này là Nebiryraw I, có chứa một đặc quyền phả hệ mà tuyên bố rằng Ayameru—người con trai của tể tướng Aya với người con gái của đức vua Reditenes—được bổ nhiệm làm tổng đốc của El-Kab vào năm thứ nhất của Merhotepre Ini. Lý do cho sự bổ nhiệm này là do cái chết bất ngờ mà không có người nối dõi của vị tổng đốc El-Kab Aya-trẻ, người con trai cả của tể tướng Aya và anh trai của Ayameru. Đặc quyền này xác định một Kebsi nào đó là con trai của vị tổng đốc, và sau này là tể tướng Ayameru. Tấm bia pháp lý Cairo ghi lại việc bán lại trụ sở của tổng đốc El-Kab cho một người tên là Sobeknakht. Vị Sobeknakht I này là cha của vị tổng đốc nổi tiếng Sobeknakht II, ông ta là người đã xây dựng một trong số những ngôi mộ được trang trí vô cùng lộng lẫy tại El-Kab vào Thời kỳ Chuyển tiếp Thứ Hai. Dựa vào tấm bia đá này, Kim Ryholt đề xuất rằng Merhotepre Ini là con trai của tiên vương Merneferre Ay với người vợ của ông là hoàng hậu Ini và với Reditenes là một người em gái của Merhotepre Ini. Chức vụ tể tướng là một vị trí cha truyền con nối vào thời điểm đó và một sự thay đổi gia tộc phụ trách chức vụ này sẽ là một động thái chính trị quan trọng. Đặc biệt hơn, Reditenes có thể là một người em gái của Merhotepre Ini, việc bổ nhiệm Aya (người em rể của ông) vào chức vụ tể tướng sẽ trao vị trí này vào tay gia tộc của ông ta.